# イダー＝オーバーシュタイン
イダー＝オーバーシュタイン (独: Idar-Oberstein) はドイツ連邦共和国 ラインラント＝プファルツ州ビルケンフェルト郡にある連合自治体に属さない市。1933年・1969年および1970年の大規模な市町村合併の結果からなる市である。中心地区を除いた各地区には、それぞれの地区のアイデンティティが残されている。宝石と駐屯地の街として知られている。

## 姉妹都市
- アシクール(Achicourt) （フランス 1966年から）
- レ・ミュロー(Les Mureaux) （フランス 1971年から）
- マーゲイト(Margate) （イギリス 1981年から）

## 出身人物
- エドゥアルト・レーヴェン - サッカー選手